# Lawrence Krauss
Lawrence Maxwell Krauss (New York, 27 mei 1954) is een Amerikaans-Canadees theoretisch natuurkundige, kosmoloog en populairwetenschappelijk auteur. Hij is directeur van het Origins Project, dat gekoppeld is aan de Arizona State University, en Foundation Professor of the School of Earth and Space Exploration.
Krauss heeft enkele bestsellers geschreven, waaronder The Physics of Star Trek (1995) en Universum uit het niets (2012). Hij is voorstander van wetenschapspopularisering, publieksbeleid op basis van correcte empirische gegevens, wetenschappelijk skepticisme en wetenschapsonderwijs.

## Biografie
Krauss werd in New York geboren, maar groeide op in de Canadese stad Toronto. Op 19 januari 1980 trouwde hij met de uit Nova Scotia afkomstige Katherine Kelley. Op 23 november 1984 werd hun dochter Lilli geboren. Krauss en Kelley gingen in 2010 uit elkaar en zijn in 2012 formeel gescheiden. Krauss behaalde in 1977 bachelors in de wiskunde en de natuurkunde met 'first class honours' (vergelijkbaar met cum laude) aan Carleton University te Ottawa en verkreeg in 1982 een doctorstitel in de natuurkunde aan het Massachusetts Institute of Technology.
Na een tijd bij de Harvard Society of Fellows te hebben gezeten werd Krauss in 1985 assistant professor aan de Yale-universiteit en in 1988 associate professor. Hij verkreeg de professor Ambrose Swasey-leerstoel voor Natuurkunde, werd professor sterrenkunde en was voorzitter van de natuurkundefaculteit aan de Case Western Reserve-universiteit van 1993 tot 2005. In 2006 leidde Krauss het initiatief voor een motie van wantrouwen tegen de rector magnificus Edward M. Hundert en decaan Anderson door de College of Arts and Sciences-faculteit. Op 2 maart 2006 werden beide moties van wantrouwen aangenomen: 131-44 tegen Hundert en 97-68 tegen Anderson.
In augustus 2008 sloot Krauss zich aan bij de faculteit aan de Arizona State University als Foundation Professor in the School of Earth and Space Exploration en de afdeling Natuurkunde in het College of Liberal Arts and Sciences en bovendien directeur van een universiteitsinitiatief, het Origins Project. In 2009 hielp hij dit initiatief lanceren met het Origins Symposium, waaraan tachtig wetenschappers deelnamen en 3000 mensen aanwezig waren.
Krauss verschijnt in de Verenigde Staten in de nationale media voor het wekken van publieke interesse voor de wetenschap en heeft opiniestukken geschreven voor The New York Times. Zijn weerstand tegen intelligent design verwierf in 2004 nationale bekendheid door zijn verschijning voor de Onderwijsraad van de staat Ohio, die hij samen met Kenneth R. Miller probeerde te overtuigen om de evolutietheorie te onderwijzen.
Krauss nam deel aan en was spreker bij het symposium "Beyond Belief: Science, Religion, Reason and Survival" in november 2006 en opnieuw in oktober 2008. Hij behoorde ook tot het comité voor wetenschapsbeleid voor Barack Obama's verkiezingscampagne van 2008. Dat jaar werd hij ook co-voorzitter van het sponsorbestuur van het Bulletin of the Atomic Scientists. In 2010 werd hij verkozen tot het college van bestuur van de Federation of American Scientists en in juni 2011 werd hij professor aan het New College of the Humanities, een particuliere universiteit in Londen.
Krauss is ook een criticus van de snaartheorie, hetgeen hij bespreekt in zijn boek Hiding in the Mirror (2005). Een ander boek getiteld Quantum Man: Richard Feynman's Life in Science werd uitgegeven in maart 2011 en een nieuw boek werd in januari 2012 uitgegeven en in mei dat jaar in het Nederlands vertaald onder de naam Universum uit het niets: Waarom er iets is in plaats van niets, met een nawoord van Richard Dawkins. Dit werd binnen een week van publicatie een New York Times-bestseller en naast Nederlands nog in 19 andere talen vertaald. Oorspronkelijk zou Christopher Hitchens het voorwoord schrijven, maar hij overleed voordat het kon worden voltooid. In januari 2013 verscheen de paperbackversie van het boek inclusief een nieuw voorwoord, materiaal over het higgsboson en een interview met de auteur.
In een Newsweek-artikel van juli 2012 van Krauss' hand wordt uitgelegd dat het higgsdeeltje zou kunnen verklaren hoe de Oerknal is veroorzaakt. Krauss schreef ook een langer stuk in The New York Times waarin hij de wetenschap achter en de betekenis van het higgsboson uitlegde.
Een nieuwe lange documentaire genaamd The Unbelievers, waarin Krauss en zijn collega Richard Dawkins gevolgd worden terwijl ze over de hele wereld wetenschap en rationaliteit bespreken, beleefde in april 2013 op het Hot Docs Film Festival in Toronto haar wereldpremière. Een aantal beroemdheden waaronder Woody Allen, Werner Herzog, Cameron Diaz, Ricky Gervais, Ian McEwan, Cormac McCarthy en Sarah Silverman komen voor in deze film, waarvan Krauss uitvoerend producent was.

## Wetenschappelijk werk
Omdat hij voornamelijk werkzaam is in de theoretische natuurkunde, heeft Krauss in dat vakgebied over een grote verscheidenheid aan onderwerpen onderzoeken gepubliceerd. Zijn voornaamste bijdrage is aan de kosmologie, omdat hij een van de eerste natuurkundigen was die suggereerden dat de meeste massa en energie van het heelal in de lege ruimte verblijft, een idee dat nu algemeen bekendstaat als donkere energie. Bovendien heeft Krauss een model geformuleerd waarin het heelal mogelijkerwijs uit het "niets" is voortgekomen, zoals hij beschrijft in zijn boek Universum uit het niets (2012). Aangezien zijn model overeenkomt met experimentele waarnemingen zoals de vorm en energiedichtheid van het heelal, wordt dit wel een "aannemelijke hypothese" genoemd.

## Eerbewijzen

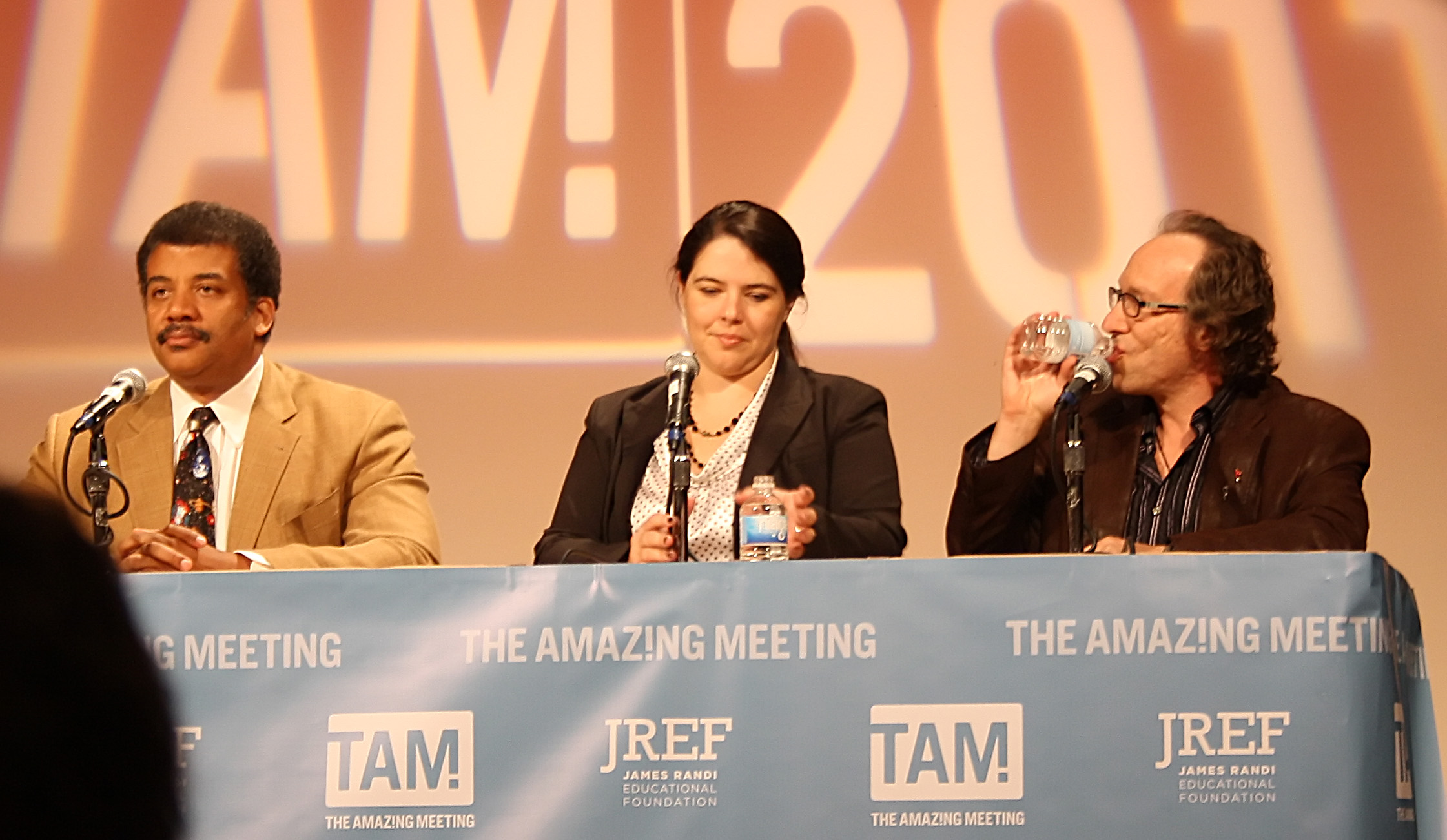
Krauss (rechts) tijdens TAM9 in 2011, met Neil deGrasse Tyson en Pamela Gay

Krauss is een van de weinige in leven zijnde natuurkundigen die door Scientific American als "publieke intellectueel" beschouwd wordt en hij is de enige natuurkundige die prijzen heeft ontvangen van alle drie de grote Amerikaanse natuurkundegenootschappen: de American Physical Society, de American Association of Physics Teachers en het American Institute of Physics. In 2012 werd hij onderscheiden met de Public Service Medal van het National Science Board voor zijn bijdragen aan de publieke onderwijzing van wetenschap en techniek in de Verenigde Staten.
In december 2011 werd Krauss benoemd tot een niet-stemmend erebestuurslid van het Center for Inquiry.

## Media

### Geselecteerde publicaties
Krauss is auteur of mede-auteur van meer dan driehonderd wetenschappelijke studies en recensies over kosmologie en theoretische natuurkunde. Zijn populairwetenschappelijke boeken zijn:
- The Fifth Essence (1991) ISBN 0-465-02377-0
- Fear of Physics (1994) ISBN 0-465-02367-3
- The Physics of Star Trek (1995) ISBN 0-465-00559-4
- Beyond Star Trek (1997) ISBN 0-06-097757-4
- Quintessence (2001) ISBN 0-465-03741-0
- Atom (2002) ISBN 0-316-18309-1
- Hiding in the Mirror (2005) ISBN 0-670-03395-2
- Quantum Man: Richard Feynman's Life in Science (New York 2011). W. W. Norton / Atlas & Co. ISBN 978-0-393-06471-1[7]
- A Universe from Nothing: Why There is Something Rather than Nothing (New York 2012). Free Press. ISBN 978-1-4516-2445-8[16]
  - Nederlandse vertaling: Universum uit het niets: Waarom er iets is in plaats van niets (Amsterdam 2012). Nieuw Amsterdam. ISBN 9789046812457[17]
- The Greatest Story Ever Told—So Far: Why Are We Here? (2017), Atria Books, ISBN 978-1-4767-7761-0

### Documentaires
- The Unbelievers (2013)

## Prijzen
- First prize award van de Gravity Research Foundation (1984)
- Presidential Investigator Award (1986)
- Award for the Public Understanding of Science and Technology van de American Association for the Advancement of Science (2000)
- Julius Edgar Lilienfeld Prize (2001)
- Andrew Gemant Award (2001)
- Science Writing Award van het American Institute of Physics (2002)
- Oersted Medal (2003)
- Joseph P. Burton Forum Award van de American Physical Society (2005)
- Science in the Public Interest Award van het Center for Inquiry World Congress (2009)
- Helen Sawyer Hogg Prize van de Royal Astronomical Society of Canada en de Astronomical Society of Canada (2009)[2]
- Physics World Boek van het Jaar 2011 voor Quantum Man[18]
- Public Service Award and Medal van het National Science Board (2012)
- Premio Roma "Urbs Universalis", Rome (2013)